# Dwergtok
De dwergtok (Lophoceros camurus synoniem Tockus camurus) is een neushoornvogel die voorkomt in het Afrotropisch gebied.

## Beschrijving
De dwergtok is 38 cm lang. Het is een kleine, bosbewonende Afrikaanse neushoornvogel met een rode kromme snavel, overwegend bruin van boven met op de vleugel twee witte strepen (dit zijn de uiteinden van de grote en middelste dekveren van de vleugel). De onderzijde is veel lichter, bijna wit.

## Verspreiding en leefgebied
De dwergtok komt plaatselijk vrij algemeen voor in West-Afrika van Liberia tot Gabon en in het westen van het Kongogebied. Het leefgebied is bos, primair regenwoud maar ook verouderd secundair bos in het laagland.

## Status
Deze vogel staat als "niet bedreigd" op de internationale rode lijst.